# Митчелл, Джони
Джо́ни Ми́тчелл (англ. Joni Mitchell, урождённая Робе́рта Джоа́н А́ндерсон Roberta Joan Anderson; род. 7 ноября 1943[…], Форт-Маклауд, Альберта, Канада) — канадско-американская певица и автор песен, мультиинструменталистка и художница. За годы своей карьеры она получила множество наград, в том числе одиннадцать премий «Грэмми», а также стала членом Зала славы рок-н-ролла в 1997 году. Журнал «Rolling Stone» назвал её «одной из величайших авторов песен всех времен», а AllMusic — «самой важной и влиятельной женщиной-музыкантом конца XX века».

## Биография

### Ранние годы
В детстве будущая певица мечтала стать художником, по окончании школы поступила в художественный колледж, но быстро осознала, что рисовать можно не только кистью, но и словом. Музыка всегда была для неё естественным продолжением живописи. Её песни полны почти осязаемых образов. А петь она начала ещё в девять лет, когда лежала в больнице с полиомиелитом.
В начале 1965 года у Джони родилась дочь, которую она отдала на воспитание в чужую семью и смогла разыскать только через тридцать два года. В том же году она вышла замуж за исполнителя фолк-музыки Чака Митчелла, взяла его фамилию и уехала вместе с ним в Детройт, где стала выступать с песнями собственного сочинения, выдержанными в эстетике фолк-рока.
Музыкальные журналисты обнаружили в её текстах большие поэтические достоинства, впечатлил их и легко узнаваемый, как бы слегка затуманенный голос певицы. Изюминка её музыки состояла в том, что вместо традиционной настройки гитары она чуть ли не под каждую песню придумывала особенную. При содействии Дэвида Кросби из The Byrds она переехала в Нью-Йорк, где в 1967 году выпустила дебютный акустический альбом.
В это время песни Митчелл начинают активно исполняться другими певцами. Так получилось, что многие из них стали известны вовсе не в её исполнении. Так, её классическая вещь «Both Sides Now» в 1968 году ворвалась в лучшую десятку Billboard Hot 100 в исполнении Джуди Коллинз, а вскоре её включил в свой репертуар сам Фрэнк Синатра. Песню про Вудстокский фестиваль, «Woodstock», с большим успехом исполняли Кросби и его товарищи по Crosby, Stills, Nash & Young.

### На вершине успеха
Первым бестселлером в исполнении собственно Митчелл была оригинальная песня на тему необходимости сохранения окружающей среды, «Big Yellow Taxi» (1970). Впоследствии её исполнял Боб Дилан и многие другие музыканты, а Джанет Джексон в 1997 году переработала для своего хип-хоп-сингла «Got 'Til It’s Gone».
К 1971 году, когда вышел альбом «Blue», все только и говорили, что об авторской песне. Исповедальные произведения таких американских бардов, как Кэрол Кинг и Джеймс Тейлор, было сложно классифицировать — это был не рок, не поп-музыка, а нечто совершенно особенное. На этом фоне записанный не без помощи Тейлора «Blue» был воспринят как очень цельное произведение бардовского движения и логическая вершина творчества Митчелл. В 2004 г. журнал Rolling Stone назвал его одним из тридцати величайших альбомов всех времён.
Три года спустя, когда певица выпустила диск «Court and Spark», стало ясно, что она движется от задушевного пения под гитару в сторону экспериментальной джаз-музыки. Этот искрящийся альбом стал самым успешным за всю её карьеру, достигнув второго места в Billboard 200. Митчелл никогда не могла похвастаться рекордными цифрами продаж, однако в первой половине 1970-х её синглы — «You Turn Me On», «Help Me», «Free Man in Paris» — не залеживались на полках магазинов.

### Годы экспериментов
На протяжении второй половины 1970-х Митчелл продолжала разрабатывать возможности джаза, тесно сотрудничала с выдающимися джазовыми музыкантами Джако Пасториусом, Херби Хэнкоком, Вэйном Шортером, Патом Метини, Майклом Брекером и др. Она была последней, кому довелось поработать с Чарльзом Мингусом, памяти которого посвящён её альбом «Mingus» 1979 года. Три года спустя поклонников певицы ждал очередной стилистический разворот: она записала диск электронной музыки «Wild Things Run Fast». Пока Митчелл состояла в браке с электронщиком Ларри Клейном, в её записях преобладали синтезаторы и танцевальные ритмы. Это не мешало ей записываться с такими музыкантами «старой закалки», как Вилли Нельсон, Питер Гэбриел, Том Петти. По приглашению Боба Дилана, Вана Моррисона, Роджера Уотерса она охотно принимала участие в живых выступлениях этих легендарных музыкантов.

### Возвращение к истокам
Разойдясь с Клейном, Митчелл стала больше времени посвящать своим занятиям живописью. Времени на музыку оставалось сравнительно немного. На обложке диска «Turbulent Indigo» (1994) она изобразила себя в облике Ван Гога. Этот альбом был воспринят как возвращение той Митчелл, которая полюбилась американцам в начале 1970-х, и выиграл «Грэмми» в номинации «лучший альбом популярной музыки».
Пора экспериментов была в прошлом, однако прежде звонкий и пластичный голос певицы заметно погрубел: многие поклонники подозревают в этом её необузданное пристрастие к сигаретам. На рубеже нового столетия она перестала записывать новые песни, ограничиваясь перепевками своих классических хитов (напр., записанный с оркестром альбом «Both Sides Now», 2000). Хотя отклики на эти работы были в основном благосклонными, сама Митчелл впоследствии признала, что для неё важным было выполнить обязательства по контракту, который предусматривал выпуск пластинок на ежегодной основе.
В 2002 году, давая интервью журналу Rolling Stone, певица обрушилась на современный музыкальный бизнес, обозвав его клоакой, и объявила о том, что отныне намерена полностью посвятить себя изобразительному искусству. Война в Ираке заставила её изменить свои планы. В начале 2007 года газета New York Times сообщила, что Митчелл работает над альбомом новых песен политического свойства.
В середине 2007 года официальный фан-сайт Митчелл подтвердил предположения о том, что она подписала контракт на две пластинки с лейблом Hear Music компании Starbucks. Альбом «Shine» был выпущен лейблом 25 сентября 2007 года и дебютировал на 14 месте в чарте альбомов Billboard 200, что стало её самой высокой позицией в чарте в США с момента выхода альбома «Hejira» в 1976 году, более тридцати лет назад, и на 36 месте в чарте альбомов Великобритании. В тот же день Херби Хэнкок, давний соратник и друг Митчелл, выпустил альбом «River: The Joni Letters», альбом, отдающий дань уважения творчеству Митчелл.
Среди участников альбома были Нора Джонс, Тина Тернер, Леонард Коэн и сама Митчелл, которая участвовала в перезаписи песни «The Tea Leaf Prophecy (Lay Down Your Arms)» (первоначально вошедшей в её альбом «Chalk Mark in a Rain Storm»).
10 февраля 2008 года запись Хэнкока получила премию «Грэмми» как альбом года. Это был первый случай за 43 года, когда джазовый исполнитель получил главный приз на ежегодной церемонии награждения. Принимая награду, Хэнкок отдал дань уважения Митчелл, а также Майлзу Дэвису и Джону Колтрейну. На той же церемонии Митчелл получила «Грэмми» в номинации «Лучшее инструментальное поп-исполнение» за композицию «One Week Last Summer», открывающую альбом «Shine».
В 2009 году Митчелл заявила, что у неё болезнь Моргеллонов и что она покинет музыкальную индустрию, чтобы работать над повышением доверия к людям, страдающим от этой болезни.
В 2010 году в интервью газете Los Angeles Times Митчелл заявила, что автор-исполнитель Боб Дилан, с которым она тесно сотрудничала в прошлом, является фальшивкой и плагиатором. Это спорное замечание широко освещалось другими СМИ. Митчелл не объяснила это утверждение, но некоторые СМИ предположили, что оно могло быть связано с обвинениями в плагиате некоторых текстов песен в альбоме Дилана 2006 года «Modern Times». В 2013 году в интервью Джиану Гомеши её спросили об этих комментариях, и она ответила отрицанием того, что сделала это заявление, упомянув обвинения в плагиате, возникшие в связи с песнями в альбоме Дилана 2001 года «Love and Theft», в общем контексте течения и отлива творческого процесса артистов.

### 2010 — настоящее время
Хотя Митчелл заявила, что больше не будет гастролировать и давать концерты, она периодически выступает на публике с речами по экологическим вопросам. Митчелл делит свое время между своим домом в Лос-Анджелесе и поместьем площадью 80 акров (32 гектара) в Сечелте, Британская Колумбия, которым она владеет с начала 1970-х годов. «Лос-Анджелес — мое рабочее место», — говорила она в 2006 году, — «Британская Колумбия — мое сердцебиение». С 2011 года, по её словам, она в основном занимается своим изобразительным искусством, которое она не продает и выставляет только в редких случаях.
В марте 2015 года Митчелл перенесла разрыв аневризмы головного мозга, что потребовало от неё прохождения физиотерапии и ежедневной реабилитации. Митчелл впервые появилась на публике после аневризмы, посетив концерт Чика Кориа в Лос-Анджелесе в августе 2016 года. Она сделала ещё несколько выступлений, а в ноябре 2018 года Дэвид Кросби сообщил, что она снова учится ходить.
С 2018 года Митчелл одобрила ряд архивных проектов. В сентябре 2018 года компания Eagle Rock Entertainment выпустила документальный фильм режиссёра Мюррея Лернера Both Sides Now: Live at the Isle of Wight Festival 1970, в который вошли восстановленные видеоматериалы и ранее не публиковавшиеся интервью с Митчелл, а также отдельная программа с полным концертом. 2 ноября 2018 года Митчелл выпустил 8-LP виниловое переиздание Love Has Many Faces: A Quartet, A Ballet, Waiting to Be Danced. В январе 2019 года последовало ограниченное издание синего винила альбома Blue.
7 ноября 2018 года Митчелл посетила концерт Joni 75: A Birthday Celebration в Лос-Анджелесе. В честь её 75-летия артисты Джеймс Тейлор, Грэм Нэш, Сил, Крис Кристофферсон и другие исполнили песни, написанные Митчелл. Соотечественница канадка Дайана Кролл предложила два выступления. Избранные песни из этого вечера были выпущены на DVD, а также отдельным CD. Виниловое издание альбома было выпущено ко Дню музыкального магазина в апреле 2019 года. Позже Митчелл посетила ещё один концерт в честь трибьюта, Songs Are Like Tattoos, на котором участница Joni 75 Брэнди Карлайл полностью исполнила альбом Митчелл Blue.
Митчелл одобрила книгу Joni: The Joni Mitchell Sessions, состоящую из фотографий, сделанных и собранных Норманом Сиффом, которая вышла в ноябре 2018 года. Митчелл также вернулась к своей поэзии с Morning Glory on the Vine, коллекцией факсимильных рукописных текстов, стихов и иллюстраций, первоначально составленной в 1971 году в качестве подарка для друзей и семьи. Расширенное и переформатированное издание Morning Glory on the Vine было опубликовано 22 октября 2019 года в стандартном твердом переплете, а также в ограниченном подписанном издании.
В сентябре 2020 года было объявлено, что Митчелл и Rhino Records создали Joni Mitchell Archives — серию каталожных релизов, содержащих материалы из личных архивов певицы. Первый релиз проекта, пятидисковый сборник под названием Joni Mitchell Archives — Vol. 1: The Early Years (1963—1967), вышел 30 октября 2020 года. В апреле 2022 года Митчелл получила за этот релиз премию «Грэмми» в номинации «Лучший исторический альбом». Она лично явилась за наградой. В тот же день Митчелл выпустила альбомы Early Joni — 1963 и Live at Canterbury House — 1967 (оба взяты из 5-CD бокс-сета) в виде отдельных виниловых релизов.
Специальная ремастированная коллекция первых четырёх альбомов Митчелл (Song to a Seagull, Clouds, Ladies of the Canyon и Blue) была выпущена 2 июля 2021 года под названием The Reprise Albums (1968—1971). В сборник впервые вошел новый микс дебютного альбома Митчелл 1968 года, созданный под руководством самой Митчелл. Комментируя оригинальный микс «Song to a Seagull», Митчелл назвала его «отвратительным» и сказала, что он звучит так, будто «был записан под миской с желе».
28 января 2022 года Митчелл потребовала, чтобы Spotify удалила её песни из своего стримингового сервиса в знак солидарности со своим давним другом и товарищем, пережившим полиомиелит, Нилом Янгом, который удалил свои треки из стриминговой платформы в знак протеста против дезинформации о COVID-19 в популярном подкасте The Joe Rogan Experience, который ведет Spotify. Она написала на своем сайте: «Безответственные люди распространяют ложь, которая стоит людям жизни. Я солидарна с Нилом Янгом и мировым научным и медицинским сообществом в этом вопросе». Врач Британской национальной службы здравоохранения и автор Рэйчел Кларк написала в Твиттере: «И Нил Янг, и Джони Митчелл… прекрасно знают, сколько вреда, страданий и смертей, которых можно избежать, могут причинить антивакцинаторы».
24 июля 2022 года Джони Митчелл без предупреждения выступила в качестве специального гостя на Ньюпортском народном фестивале в Род-Айленде в составе группы Brandi Carlile and Friends. Это было первое публичное выступление Митчелл за 20 лет. При поддержке группы доброжелательных музыкантов она исполнила 13 песен из собственного материала и кавер-версий (в том числе одну — только в качестве аккомпанемента, играя на электрогитаре). Митчелл проводила ежемесячные музыкальные сессии, известные как Joni Jams, в своем доме в Лорел Каньон, организованные с помощью певицы-песенницы Карлайл, где играли такие музыканты, как Элтон Джон, Пол Маккартни, Бонни Рэйтт, Гарри Стайлс, Чака Хан, Маркус Мамфорд и Херби Хэнкок. Музыкальные сессии способствовали её выздоровлению, и её пригласили присоединиться к Карлайлу и другим, без предупреждения, для скромного выступления на Ньюпортском фолк-фестивале, где она впервые играла в 1969 году, для живого исполнения Joni Jam. Она получила восторженный прием и сказала после: «Я была в восторге и польщена. Это дало мне толчок к этому». Среди исполненных песен были «Carey», «Come in from the Cold», «A Case of You», «Big Yellow Taxi», «Both Sides Now» и «The Circle Game».
4 февраля 2024 года Митчелл впервые выступила на 66-й ежегодной церемонии вручения премии «Грэмми». Певица анонсировала два концерта в Голливуд-боул 19 и 20 октября 2024 года, на которых она планирует выступить с Брэнди Карлайлом и другими гостями.

## Альбомы

### Студийные
- 1968: Song to a Seagull
- 1969: Clouds
- 1970: Ladies of the Canyon
- 1971: Blue
- 1972: For the Roses
- 1974: Court and Spark
- 1975: The Hissing of Summer Lawns
- 1976: Hejira
- 1977: Don Juan’s Reckless Daughter
- 1979: Mingus
- 1982: Wild Things Run Fast
- 1985: Dog Eat Dog
- 1988: Chalk Mark in a Rain Storm
- 1991: Night Ride Home
- 1994: Turbulent Indigo
- 1998: Taming the Tiger
- 2000: Both Sides Now
- 2002: Travelogue
- 2007: Shine

### Концертные
- 1974: Miles of Ailes — первый концертный альбом, на лейбле Asylum Records
- 1980: Shadows and Light (Santa Barbara Bowl, 09.1979, с П. Метени, Дж. Пасториусом, М. Брекером, Доном Элайесом, Лайлом Мэйсом)
- 2023: Joni Mitchell at Newport

## Награды
За годы своей профессиональной карьеры Джони Митчелл была отмечена множеством премий и наград. В 1981 году она была введена в Зал славы канадской музыки, а в 1996 году получила Премию генерал-губернатора в области исполнительского искусства за выдающиеся творческие достижения. В 2000 году на Аллее славы Канады появилась её именная звезда. В 2002 году Митчелл был вручён Орден Канады в степени компаньон. В 2004 году она получила почётную докторскую степень в области музыки в Макгиллском университете. В январе 2007 года она была введена в Зал славы канадских авторов песен. В 1993 году Ассоциация звукозаписывающей индустрии Саскачевана вручила Митчелл Премию за заслуги всей жизни. В июне 2007 года Почта Канады выпустила почтовую марка с изображением певицы.
В 2008 году Митчелл заняла 42 место в списке «100 величайших певцов» по версии журнала «Rolling Stone», а в 2015 году она заняла 9 место в списке 100 величайших авторов песен всех времён. В 2023 году журнал «Rolling Stone» поместил Митчелл на 50-е место в своем списке «200 величайших певцов всех времен», и в том же году она была занята в числе девяти величайших гитаристов всех времён.
1 апреля 2022 года Академия звукозаписи признала Митчелл человеком года по версии MusiCares 2022. Митчелл присутствовала на церемонии награждения, принимая награду лично.
4 декабря 2021 года Митчелл была удостоена премии Центра Кеннеди за заслуги в исполнительском искусстве, проходившей в Библиотеке Конгресса в Вашингтоне. В 2023 году певица была награждена премией Гершвина за вклад в популярную музыку.
За свою карьеру Митчелл получила одиннадцать премий «Грэмми» (десять конкурсных, одна почетная), первую в 1969 году и последнюю в 2024 году.

### Грэмми
| Год  | Номинация                                         | Номинируемая работа                                            | Результат |
| ---- | ------------------------------------------------- | -------------------------------------------------------------- | --------- |
| 1969 | Лучшее фолк-исполнение                            | Clouds                                                         | Победа    |
| 1974 | Альбом года                                       | Court and Spark                                                | Номинация |
| 1974 | Лучшее женское вокальное поп-исполнение           | Court and Spark                                                | Номинация |
| 1974 | Запись года                                       | «Help Me»                                                      | Номинация |
| 1974 | Лучшая аранжировка, аккомпанирующая вокалисту(ам) | «Down to You»                                                  | Победа    |
| 1976 | Лучшее женское вокальное поп-исполнение           | The Hissing of Summer Lawns                                    | Номинация |
| 1988 | Лучшее женское вокальное поп-исполнение           | Chalk Mark in a Rain Storm                                     | Номинация |
| 1995 | Лучший вокальный поп-альбом                       | Turbulent Indigo                                               | Победа    |
| 1995 | Лучшая упаковка записи                            | Turbulent Indigo                                               | Победа    |
| 2000 | Лучшее женское вокальное поп-исполнение           | «Both Sides, Now»                                              | Номинация |
| 2000 | Лучший традиционный вокальный поп-альбом          | Both Sides, Now                                                | Победа    |
| 2002 | Лучший альбом года                                | -                                                              | Honored   |
| 2008 | Лучший альбом года                                | River: The Joni Letters                                        | Победа    |
| 2008 | Лучшее инструментальное поп-исполнение            | «One Week Last Summer»                                         | Победа    |
| 2016 | Лучшие аннотации к альбому                        | Love Has Many Faces: A Quartet, a Ballet, Waiting to Be Danced | Победа    |
| 2022 | Лучший альбом исторически значимого материала     | Joni Mitchell Archives — Vol. 1: The Early Years (1963—1967)   | Победа    |
| 2024 | Лучший фолк-альбом                                | Joni Mitchell at Newport                                       | Победа    |